# Gérard Schivardi
Gérard Schivardi (Narbonne, 17 aprile 1950) è un politico francese.
Da giovane ha lavorato come artigiano, prendendo parte a numerose attività sindacali. Nel 1975 aderì al Partito Socialista diventando consigliere comunale (1989), vicesindaco (1995) e sindaco (dal 2001-2020) del comune di Mailhac.
Alle elezioni presidenziali del 2002 rompe con il Partito Socialista e si schiera al fianco di Daniel Gluckstein, candidato del Partito dei Lavoratori (in francese Parti des Travailleurs). L'anno successivo, quando viene eletto nelle elezioni cantonali di Ginestas, abbandona definitivamente il PS.
Nel 2004 si schiera con il fronte del "NO" in vista del referendum sulla costituzione europea, che in seguito verrà disapprovata dai francesi. Nello stesso anno fonda il "Comitato per la difesa dei servizi pubblici" (che ha raccolto l'adesione di 36.000 comuni francesi).
Si è candidato alle elezioni presidenziali del 2007 a capo del Partito dei Lavoratori: il suo obiettivo era di migliorare lo 0,44% ottenuto dall'amico Gluckstein cinque anni prima. Ha ottenuto al primo turno 123.540 voti (0,34%), venendo escluso dal successivo ballottaggio.